# Starokatolická farnost Desná v Jizerských horách
Starokatolická farnost Desná v Jizerských horách je farnost Starokatolické církve v České republice.
Starokatolictví se v Jizerských horách rozšířilo poměrně brzo a první starokatolická bohoslužba se v Desné konala 27. srpna 1887. Místní náboženská obec však dlouho nemohla obdržet státní uznání a fungovala jako soukromý spolek. V letech 1889–1890 vybudovala výstavný kostel podle plánů Stefana Umanna – nejstarší kostel ve městě, vysvěcený 19. října 1890 –, musel však být oficiálně stavěn jako spolkový dům. Teprve 1. září 1897 získala farnost Desná (tehdy pod názvem farnost Desná–Potočná) státní uznání. Následujícího roku byla vystavěna fara.
K farnosti v Desné náležela filiální obec ve Smržovce, která se roku 1925 osamostatnila.
Po roce 1945 ztratila farnost v důsledku odsunu německých obyvatel většinu věřících, zůstala však zachována, přestože byla dlouhodobě neobsazena a administrovaná z blízkého Jablonce nad Nisou. Od roku 1998 měla vlastního duchovního, od roku 2012 ji však opět administruje jablonecký farář. Bohoslužby se konají nadále v kostele Nanebevstoupení Páně, který zůstal i v době komunistického režimu v držení starokatolické církve, vyžaduje však opravy. 